# Districtul El Aouinet
El Aouinet este un district din provincia Tébessa, Algeria.